# 9 сентября
9 сентября — 252-й день года (253-й в високосные годы) по григорианскому календарю.
До конца года остаётся 113 дней.
До 15 октября 1582 года — 9 сентября по юлианскому календарю, с 15 октября 1582 года — 9 сентября по григорианскому календарю.
В XX и XXI веках соответствует 27 августа по юлианскому календарю.

## Праздники и памятные дни

### Национальные
- КНДР — День Республики
- Коста-Рика — Национальный день ребёнка[англ.]
- Словакия — День памяти жертв Холокоста и преступлений на расовой почве[англ.]
- Таджикистан — День независимости
- Япония — День хризантемы

### Профессиональные
- Всемирный день красоты — праздник был установлен Международным комитетом эстетики и косметологии CIDESCO в 1995 году.
- День тестировщика (неофициальный праздник) — отмечается в память о шуточном случае нахождения ошибки.

### Региональные
- Бразилия — День администраторов и менеджеров[2].
- США —  День принятия Калифорнии в Союз.

### Религиозные
Православие
- Память преподобного Пимена Великого (ок. 450);
- Память преподобных священномученика Кукши и Пимена постника, Печерских, в ближних пещерах (после 1114);
- Память священномученика Михаила Воскресенского, пресвитера и с ним 28 мучеников (1918);
- Память священномученика Стефана Немкова, пресвитера и с ним 18 мучеников (1918);
- Память священномучеников Иоанна Лебедева, Иоанна Смирнова, пресвитеров и преподобномученика Мефодия (Иванова), игумена (1937);
- Память священномученика Александра Цицерова, пресвитера (1939);
- Память священномученика Владимира Соколова, пресвитера (1940);
- Память священноисповедника Димитрия Крючкова, пресвитера (1952);
- Память святителя Осии исповедника, епископа Кордувийского (359);
- Память святителя Ливерия исповедника, папы Римского (366);
- Память преподобного Пимена Палестинского (ок. 602)[5];
- Память мученицы Анфисы (Анфусы) Новой;
- Память преподобного Саввы Венефальского;
- Собор Нижегородских святых (переходящее празднование в 2018 г.).

## События
См. также: Категория:События 9 сентября

### До XIX века
- 479 год до н. э. — Битва при Платеях
- 337 — Три сына императора Константина поделили между собой Римскую империю.
- 1141 — сельджуки разбиты в битве на Катванской равнине.
- 1493 — хорваты разбиты при битве при Крбаве.
- 1513 — Битва при Флоддене — поражение и гибель короля Шотландии Якова IV от английских войск.
- 1570 — Турки захватили Никосию (Кипр).
- 1585 — Папа римский Сикст V лишил Генриха Наваррского права на французскую корону.
- 1632 — шведы разбиты в битве при Альте Весте.
- 1708 — отражена шведская попытка захвата Санкт-Петербурга.
- 1776 — Второй Континентальный Конгресс утвердил новое название Объединённых Колоний Америки — Соединённые Штаты Америки.
- 1790 — победа русской эскадры под командованием Ф. Ф. Ушакова над турками в сражении у мыса Тендра.

### XIX век
- 1801 — Баку и Бакинская область включены в состав Российской империи.
- 1835 — Во Франции введена жёсткая цензура прессы.
- 1850 — Республика Калифорния стала 31-м американским штатом.
- 1886 — В столице Швейцарии Берне подписана Конвенция об охране литературных и художественных произведений — первое международное соглашение в области авторского права.
- 1892 — Американский астроном Э. Барнард открыл пятый спутник Юпитера — Амальтею.
- 1893 — В Германии создан футбольный клуб «Штутгарт».

### XX век
- 1905 — В России издан указ об автономии университетов и их праве выбирать ректоров.
- 1907 — В Петербурге создано Императорское Русское военно-историческое общество.
- 1911 — В Англии начала действовать авиапочта.
- 1913 — Русский военный лётчик Пётр Нестеров впервые выполнил фигуру сложного пилотажа «мёртвая петля».
- 1923 — Мустафа Кемаль Ататюрк основал в Турции Республиканскую народную партию
- 1924 — резня в Ханапепе на Гавайях.
- 1926 — Основана американская телекомпания Эн-би-си (NBC).
- 1932 — Испанское правительство предоставило автономию Каталонии.
- 1933 — В Москве основано издательство «ДЕТГИЗ» (позднее переименовано в издательство «Детская литература»).
- 1937 — В «Правде» опубликована «Кантата о Сталине» М. И. Инюшкина («О Сталине мудром, родном и любимом прекрасную песню слагает народ…»).
- 1942 — Вторая мировая война: единственная бомбардировка континентальной территории США: японский гидросамолёт Йокосука E14Y, стартовавший с японской подводной лодки I-25, сбросил две зажигательные бомбы с взрывателем замедленного действия, чтобы начался лесной пожар, однако ущерб был минимальным.
- 1943 — в оккупированном немецкими войсками Риме основан Комитет национального освобождения Италии.
- 1944
  - СССР и Польша заключили договор об отселении лемков из Восточной Польши.
  - Вторая мировая война: восстание в Болгарии, сменившее царскую власть на власть просоветского Отечественного фронта[6].
- 1945 — завершилась японо-китайская война (1937—1945).
- 1948 — Верховное народное собрание КНДР утвердило состав правительства во главе с Ким Ир Сеном[7][8]. Также официально считается, что возникла Корейская Народно-Демократическая Республика (КНДР)[9].
- 1954 — землетрясение в Эш-Шелиффе в Алжире магнитудой 6.7, более 1200 погибших.
- 1956 — 21-летний Элвис Пресли впервые появился на национальном телевидении.
- 1961 — в Киеве состоялось первое выступление Украинского государственного балета на льду.
- 1965 — The Rolling Stones в четвёртый раз заняли первую строчку британского хит-парада с песней Satisfaction.
- 1969 — в Канаде вступил в действие Языковой акт, провозглашавший английский и французский языки официальными на всей территории страны.
- 1970 — начат выпуск автомобилей «ВАЗ-2101» — «Жигули».
- 1971 — начался тюремный бунт в «Аттике»
- 1980 — пропала связь с английским балкером MV Derbyshire, следовавшим из порта Квебек в Японию, на борту которого находилось 44 человека; это самое большое судно, когда-либо потерянное британцами на море.
- 1984
  - В Москве начался матч за звание чемпиона мира по шахматам между чемпионом мира Анатолием Карповым и претендентом Гарри Каспаровым (первая партия была сыграна 10 сентября). Матч был прерван 15 февраля 1985 года
  - Папа римский Иоанн Павел II впервые в истории папства посетил Канаду.
- 1989 — на первой программе ЦТ впервые вышла передача «Счастливый случай».
- 1991
  - Коллегия Министерства иностранных дел СССР объявила о самороспуске.
  - Таджикистан провозгласил свою независимость.
- 1998 — при первой попытке вывести в космос 12 космических аппаратов системы связи «Глобалстар» произошёл отказ системы управления ракеты-носителя среднего класса «Зенит-2». Ракета вместе с полезной нагрузкой упала в предгорьях Алтая[10][11][12].
- 1999 — по инициативе Муаммара Каддафи на встрече глав африканских государств в Сирте (Ливия) была создана Организация африканского единства (ОАЕ), объединяющая 53 государства Африки. Эта организация 9 июля 2002 года была официально преобразована в Африканский союз.

### XXI век
- 2001
  - В провинции Тахар смертельно ранен афганский полевой командир и бывший министр обороны Афганистана Ахмад Шах Масуд.
  - В 01:46:40 по Гринвичу часы отсчитали миллиардную секунду эры UNIX, которая началась в полночь 1 января 1970 года — именно с этого момента Unix-системы отсчитывают «внутреннее» время.
- 2009 — открылся Дубайский метрополитен.
- 2015 — Елизавета II превзошла королеву Викторию по времени нахождения на престоле Великобритании (63 года и 217 дней), дольше не правил никто.

## Родились
См. также: Категория:Родившиеся 9 сентября

### До XVIII века
- 214 — Аврелиан (ум. 275), римский император (270—275).
- 384 — Гонорий (ум. 423), первый император Западной Римской империи (395—423).
- 1583 — Джироламо Фрескобальди (ум. 1643), итальянский композитор и органист, один из создателей фуги.
- 1585 — Арман Жан дю Плесси, герцог де Ришельё (ум. 1642), французский кардинал, аристократ и государственный деятель.

### XVIII век
- 1721 — Эдмунд Пендлтон (ум. 1803), вирджинский политик и судья.
- 1737 — Луиджи Гальвани (ум. 1798), итальянский физик и физиолог, один из основоположников учения об электричестве.
- 1754 — Уильям Блай (ум. 1817), вице-адмирал Королевского флота Великобритании.
- 1769 — Иван Котляревский (ум. 1838), украинский писатель, поэт и драматург, основоположник современной украинской литературы.
- 1790 — князь Сергей Петрович Трубецкой (ум. 1860), русский офицер, участник Отечественной войны 1812 года, декабрист.

### XIX век
- 1823 — Валериан Майков (ум. 1847), философ, литературный критик и публицист, составитель первого русского словаря иностранных слов.
- 1828 — Лев Толстой (ум. 1910), русский писатель и философ, классик мировой литературы.
- 1855 — Хьюстон Стюарт Чемберлен (ум. 1927), англо-немецкий писатель и социолог.
- 1862 — Сергей Нилус (ум. 1929), русский религиозный писатель и общественный деятель, издатель «Протоколов сионских мудрецов».
- 1890
  - Курт Левин (ум. 1947), немецкий и американский психолог.
  - Полковник Сандерс (Харланд Дэвид Сандерс; ум. 1980), американский ресторатор, основатель сети ресторанов быстрого питания KFC.
- 1899
  - Александр Несмеянов (ум. 1980), советский химик-органик, президент АН СССР (1951—1961), дважды Герой Социалистического Труда.
  - Мария Юдина (ум. 1970), советская пианистка, педагог.

### XX век
- 1908 — Чезаре Павезе (ум. 1950), итальянский писатель и переводчик.
- 1918 — Борис Заходер (ум. 2000), советский и российский поэт, переводчик, сценарист, детский писатель.
- 1920 — Афанасий Салынский (ум. 1993), русский советский драматург, киносценарист, главный редактор журнала «Театр».
- 1922
  - Манолис Глезос (ум. 2020), греческий политический деятель, писатель, антифашист.
  - Ханс Демельт (ум. 2017), американский физик немецкого происхождения, лауреат Нобелевской премии (1989).
- 1923 — Карлтон Гайдузек (ум. 2016), американский педиатр и вирусолог, лауреат Нобелевской премии (1976).
- 1926 — Герман Зонин (ум. 2021), советский футболист и футбольный тренер.
- 1929 — Алексей Масленников (ум. 2016), оперный певец (тенор), режиссёр, народный артист РСФСР.
- 1930 — Надежда Румянцева (ум. 2008), советская киноактриса, народная артистка РСФСР (1991).
- 1941 — Отис Реддинг (погиб в 1967), американский соул-певец, автор песен, аранжировщик, продюсер.
- 1952 — Дэйв Стюарт, английский рок-гитарист (Eurythmics, сольные проекты), композитор, продюсер.
- 1953 — Алишер Усманов, российский предприниматель, миллиардер.
- 1954 — Уолтер Дэвис (ум. 2023), американский баскетболист, олимпийский чемпион (1976).
- 1956 — Марк Галесник, драматург, писатель-сатирик, основатель и главный редактор израильского еженедельника «Бесэдер?».
- 1960
  - Хью Грант, английский актёр, лауреат премий «Золотой глобус», «Сезар» и др. наград.
  - Вадим Степанцов, российский поэт, певец, автор песен, создатель Ордена куртуазных маньеристов и музыкальной группы «Бахыт-Компот».
- 1963 — Маркус Васмайер, немецкий горнолыжник, двукратный олимпийский чемпион (1994), чемпион мира (1985).
- 1966 — Адам Сэндлер, американский актёр-комик, музыкант, сценарист, кинопродюсер.
- 1968
  - Джулия Савалия, британская актриса.
  - Ханс-Петер Штайнахер, австрийский яхтсмен, двукратный олимпийский чемпион в классе «Торнадо» (2000, 2004).
- 1976 — Полина Агуреева, российская актриса театра и кино, исполнительница романсов.
- 1980 — Мишель Уильямс, американская актриса, обладательница двух «Золотых глобусов» и премии «Эмми».
- 1981 — Джули Гонсало, американская актриса кино и телевидения.
- 1983 — Зои Казан, американская актриса театра, кино и телевидения, сценаристка.
- 1984 — Андрей Сильнов, российский прыгун в высоту, олимпийский чемпион (2008), чемпион Европы (2006).
- 1985 — Лука Модрич, хорватский футболист, обладатель «Золотого мяча» чемпионата мира 2018 года.
- 1986 — Кети Топурия, грузинская и российская певица, солистка группы «А’Студио».
- 1991 — Келси Чоу, американская актриса.
- 1992 — Елдос Сметов, казахстанкий дзюдоист, олимпийский чемпион (2024), чемпион мира (2015).
- 1995 — Якоб Хольм, датский гандболист, двукратный чемпион мира (2021, 2023).
- 1998 — Чхве Мин Джон, южнокорейская шорт-трекистка, трёхкратная олимпийская чемпионка (2018, 2022), многократная чемпионка мира.

### XXI век
- 2001 — Брайан Сарагоса, испанский футболист.

## Скончались
См. также: Категория:Умершие 9 сентября

### До XIX века
- 276 — убит Марк Анний Флориан (р. 232), римский император (в 276 г.).
- 1087 — Вильгельм I Завоеватель (р. 1027 или 1028), король Англии (1066—1087).
- 1312 — Оттон III (р. 1261), герцог Баварии (1290—1312), король Венгрии (1305—1307).
- 1488 — Франциск II (р. 1433), герцог Бретани (1458—1488).
- 1513 — погиб Яков IV (р. 1473), король Шотландии (1488—1513).
- 1569 — Питер Брейгель старший (р. 1525), фламандский художник.

### XIX век
- 1815 — Джон Синглтон Копли (р. 1738), американский живописец.
- 1821 — Алексей Корсаков (р. 1751), российский сенатор, генерал от инфантерии, президент Берг-коллегии (1802—1806).
- 1822 — Пётр Коновницын (р. 1764), российский военный и государственный деятель, герой войны 1812 года.
- 1834 — Джеймс Уэдделл (р. 1787), английский исследователь Антарктиды, первооткрыватель моря Уэдделла.
- 1849 — Михаил Павлович (р. 1798), великий князь, младший брат российских императоров Александра I и Николая I.
- 1891 — Жюль Греви (р. 1807), французский государственный деятель, президент Франции (1879—1887).
- 1898 — Стефан Малларме (р. 1842), французский поэт-символист.

### XX век
- 1901 — Анри Тулуз-Лотрек (р. 1864), французский живописец.
- 1905 — Мирра Лохвицкая (р. 1869), русская поэтесса, основоположница русской «женской поэзии» XX в.
- 1912 — Ярослав Врхлицкий (р. 1853), чешский поэт, драматург, переводчик.
- 1934 — Роджер Фрай (р. 1866), английский художник и художественный критик, введший в обиход понятие постимпрессионизм.
- 1941 — Ханс Шпеман (р. 1869), немецкий эмбриолог, лауреат Нобелевской премии (1935).
- 1945 — Зинаида Гиппиус (р. 1869), русская писательница, представитель декадентства.
- 1946 — Саломо Фридлендер (р. 1871), немецкий философ и писатель.
- 1947 — Ананда Кумарасвами (р. 1877), метафизик, специалист по индийской философии и искусству.
- 1962 — Владимир Климов (р. 1892), конструктор авиадвигателей, академик, Герой Социалистического Труда.
- 1964 — Михаил Ромашин (р. 1905), один из руководителей партизанского движения в годы Великой Отечественной войны, Герой Советского Союза.
- 1973
  - Сергей Туманский (р. 1901), конструктор авиадвигателей, академик АН СССР, Герой Социалистического Труда.
  - Георгий Церетели (р. 1904), грузинский советский востоковед, арабист.
- 1976 — Мао Цзэдун (р. 1893), китайский государственный деятель.
- 1978 — Джек Леонард Уорнер (р. 1892), младший из братьев-основателей кинокорпорации Warner Brothers.
- 1981 — Жак Лакан (р. 1901), французский психиатр.
- 1982 — Михаил Запашный (р. 1900), советский артист, основатель цирковой династии Запашных.
- 1985 — Пол Джон Флори (р. 1910), американский физикохимик, лауреат Нобелевской премии по химии (1974).
- 1989 — Алексей Фёдоров (р. 1901), один из руководителей партизанского движения в годы Великой Отечественной войны, дважды Герой Советского Союза, генерал-майор.
- 1990
  - Никола Аббаньяно (р. 1901), итальянский философ-идеалист, представитель экзистенциализма.
  - убит Александр Мень (р. 1935), священник Русской православной церкви, протоиерей, проповедник.
  - Анатолий Софронов (р. 1911), русский советский писатель, в 1953—1986 гг. главный редактор журнала «Огонёк».
  - погиб Римантас Антанас Станкявичус (р. 1944), заслуженный лётчик-испытатель СССР.
- 1995 — Райнхард Фуррер (р. 1940), немецкий физик-астронавт.
- 1996 — Роберт Александр Нисбет (р. 1913), американский социолог.
- 1997 — Бёрджесс Мередит (р. 1907), американский актёр, кинорежиссёр, сценарист и продюсер.

### XXI век
- 2001 — смертельно ранен Ахмад Шах Масуд (р. 1953), один из лидеров вооружённой афганской оппозиции. Скончался на следующий день.
- 2003 — Эдвард Теллер (р. 1908), физик, «отец» американской водородной бомбы.
- 2005 — Юозас Бурнейкис, литовский и советский учёный-гидротехник, географ, лауреат Государственной премии Литовской ССР.
- 2013 — Арунас Жебрюнас (р. 1930), советский и литовский кинорежиссёр и сценарист.
- 2020 — Бизос, Георгиос, (р. 1927), южноафриканский адвокат и активист греческого происхождения, борец с апартеидом.

## Приметы
- День Анфисы. Рябинник. Первый поклон рябиннику.
- Птицы первыми лакомятся ягодами рябины.
- Милостива будет зима к крестьянину, если ягод на рябине останется много.
- Рябины уродилось много — к мокрой осени и суровой зиме.
- «Большой урожай рябины — к морозу».
- «В лесу много рябины — осень дождливая, малосухая»[13].